# Salvia crinigera
Salvia crinigera là một loài thực vật có hoa trong họ Hoa môi. Loài này được Gand. miêu tả khoa học đầu tiên năm 1918.